# Ed O’Ross

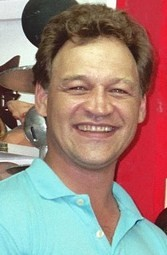
Ed O’Ross im Haus von Forrest J. Ackerman

Ed O’Ross (eigentlich Edward Orss; * 5. Juli 1949 in Pensacola, Florida) ist ein amerikanischer Schauspieler.

## Leben und Wirken
Edward Orss wuchs in Pittsburgh auf, wo er die Munhall High School besuchte und danach ab 1964 am Point Park College und am Carnegie Institute of Technology studierte. Nach einigen Erfolgen als Amateurboxer ging er nach New York City, wo er Schauspiel bei Stella Adler und Uta Hagen studierte. 1982 hatte er sein Filmdebüt in Peter Lilienthals Dear Mr. Wonderful an der Seite von Joe Pesci.
In der Folge spielte Ed O’Ross vor allem Charakterrollen, häufig als Polizist, Offizier oder Gangster. Drei seiner eindrucksvollsten Auftritte hatte er 1987 als Drogendealer Mendez in Lethal Weapon, als Lt. Touchdown in Full Metal Jacket und als Detective Willis in The Hidden. Weitere Rollen in Actionfilmen folgten, so an der Seite von Carl Weathers in Action Jackson (1988), mit Arnold Schwarzenegger in Red Heat (1988), mit Eddie Murphy und Nick Nolte in Und wieder 48 Stunden (1990) sowie mit Jean-Claude Van Damme und Dolph Lundgren in Universal Soldier (1992).
Seit Mitte der 1990er arbeitet O’Ross verstärkt für das Fernsehen, so in einer Nebenrolle als Blumenhändler Nikolai in Six Feet Under – Gestorben wird immer und mit Gastauftritten u. a. in Boston Legal, Chicago Hope – Endstation Hoffnung, CSI: NY, Frasier, New York Cops – NYPD Blue, Seinfeld (und dem Spin-off Lass es, Larry!) sowie Walker, Texas Ranger.

## Filmografie (Auswahl)
- 1982: Dear Mr. Wonderful – Regie: Peter Lilienthal
- 1984: Der Pate von Greenwich Village (The Pope of Greenwich Village) – Regie: Stuart Rosenberg
- 1984: The Cotton Club – Regie: Francis Coppola
- 1985: Ticket zum Himmel (Seven Minutes in Heaven) – Regie: Linda Feferman
- 1987: Lethal Weapon – Zwei stahlharte Profis (Lethal Weapon) – Regie: Richard Donner
- 1987: Full Metal Jacket – Regie: Stanley Kubrick
- 1987: The Hidden – Regie: Jack Sholder
- 1987: The Verne Miller Story – Regie: Rod Hewitt
- 1988: Action Jackson – Regie: Craig R. Baxley
- 1988: Red Heat – Regie: Walter Hill
- 1989: Todesflug KAL 007 (Coded Hostile / Tailspin: Behind the Korean Airliner Tragedy, Fernsehfilm) – Regie: David Darlow
- 1990: Und wieder 48 Stunden (Another 48 Hrs.) – Regie: Walter Hill
- 1990: Dick Tracy – Regie: Warren Beatty
- 1992: Universal Soldier – Regie: Roland Emmerich
- 1992: Play Nice – Regie: Terri Treas
- 1993: Mord ist ihr Hobby: Blutrote Lache (Murder, She Wrote: The Survivor) – Regie: Anthony Pullen Shaw
- 1995: The Power Within – Regie: Art Camacho
- 1996: Navajo Blues – Regie: Joey Travolta
- 1997: Dark Planet – Regie: Albert Magnoli
- 1997: Harlem, N.Y.C. – Der Preis der Macht (Hoodlum) – Regie: Bill Duke
- 1998: Evasive Action – Regie: Jerry P. Jacobs
- 1998: X-Factor: Das Unfassbare (Fernsehserie, Episode 2x07)
- 1999: Y2K – Regie: Richard Pepin
- 1999: Spanish Judges – Regie: Oz Scott
- 1999: Enemy Action – Regie: Brian Katkin
- 2000: Letzte Ausfahrt Hollywood (The Last Producer) – Regie: Burt Reynolds
- 2001: Mindstorm – Regie: Richard Pepin
- 2002: The Gray in Between – Regie: Josh Rofé
- 2007: Delta Farce – Regie: C.B. Harding
- 2007: Nobody – Regie: Shawn Linden
- 2011: 5 Nights in Hollywood – Regie: Nick Agiashvili
- 2012: A Green Story – Regie: Nick Agiashvili
- 2015: All In or Nothing – Regie: Chris W. Freeman, Justin Jones